# Splin
Splin (russisch Сплин) ist eine der populärsten Rockbands in Russland und ist in Sankt Petersburg beheimatet.
Die Band wurde 1994 von Alexander Wassiljew und Nikolai Rostowski gegründet. Ihr erstes Album wurde ein Jahr darauf veröffentlicht. Der Erfolg setzte etwa ab 1998 ein, als die Band mit dem Lied „Орбит без сахара“ (Orbit ohne Zucker) in Russland einen Hit landete und noch im selben Jahr als Vorband der Rolling Stones in Moskau auftraten. Seit diesem Zeitpunkt nahm ihre Popularität in Russland stetig zu.
Splin zeichnet sich vor allem durch einen experimentellen, alternativen Stil aus.

## Diskografie
- 1994: Пыльная Быль (Die staubige Sage)
- 1996: Коллекционер Оружия (Waffensammler)
- 1997: Фонарь под Глазом (Das Pfeilchen unter dem Auge, wortwörtlich: Lampe/Scheinwerfer unter dem Auge)
- 1998: Гранатовый Альбом (Granatapfelalbum)
- 1999: Альтависта (Altavista)
- 1999: Зн@менатель (сборник песен для радио) Gemeinsamer Nenner (Sammlung der Lieder fürs Radio)
- 2000: Альтависта live (Altavista live)
- 2001: 25 кадр (25tes Bild/Frame)
- 2002: Акустика (Akustik)
- 2003: Новые Люди (Neue Menschen)
- 2004: Реверсивная Хроника Событий (Reversible Chronik von Ereignissen)
- 2007: Раздвоение Личности (Persönlichkeitsspaltung)
- 2009: Сигнал из Космоса (Signal aus dem Weltall)
- 2012: Обман зрения (Optische Täuschung)
- 2016: Ключ к шифру (Dechiffrierungsschlüssel)